# Cloghboola Beg
 Der megalithische Komplex Cloghboola Beg (irisch An Chlochbhuaile Bheag) liegt bei Boherboy im Millstreet Country Park, im County Cork in Irland, etwa 5,0 Kilometer südlich von Millstreet. Er besteht aus einem beschädigten fünfsteinigen Steinkreis (englisch Five-stone circle), einem radialen Steinkreis und den Überresten von Steinreihen.

## Steinkreise der Cork-Kerry Serie
Die 55 fünfsteinigen Kreise bestehen aus einem Ring oder einer D-förmigen Anordnung von selten mehr als mittelgroßen, einzeln stehenden Steinen. Ihr Durchmesser schwankt zwischen 2,3 und 4 Metern.
Eine andere Gruppe wird als Radial-stone cairns (Kealkill, Knocknakilla, Knockraheen 1) bezeichnet, weil die Steine mit ihrer Schmalseite zum Mittelpunkt zeigen.

### Der fünfsteinige Kreis
Der ungewöhnlich hohe fünfsteinige Kreis von Cloghboola Beg besteht aus vier vollständig erhaltenen Steinen von 0,85 bis 1,5 m Höhe und einem 0,15 m hohen abgeschlagenen Rest im Nordwesten. Zwei einwärts geneigte Steine bilden das sogenannte Portal.

### Der Radial Stone Cairn
Die radiale Steinkreis mit 19 niedrigen, radial gesetzten Steinen und einem umgefallenen Stein von etwa 0,9 m Höhe im Zentrum, liegt südlich des fünfsteinigen Kreises. Er hat eine Entsprechung im Steinkreis von Ballynakill im County Galway.
Es gibt andere große Steine in dem Areal, die von zwei umgefallenen Steinreihen stammen sollen.